# 6 Pułk Pancerny „Dzieci Lwowskich”

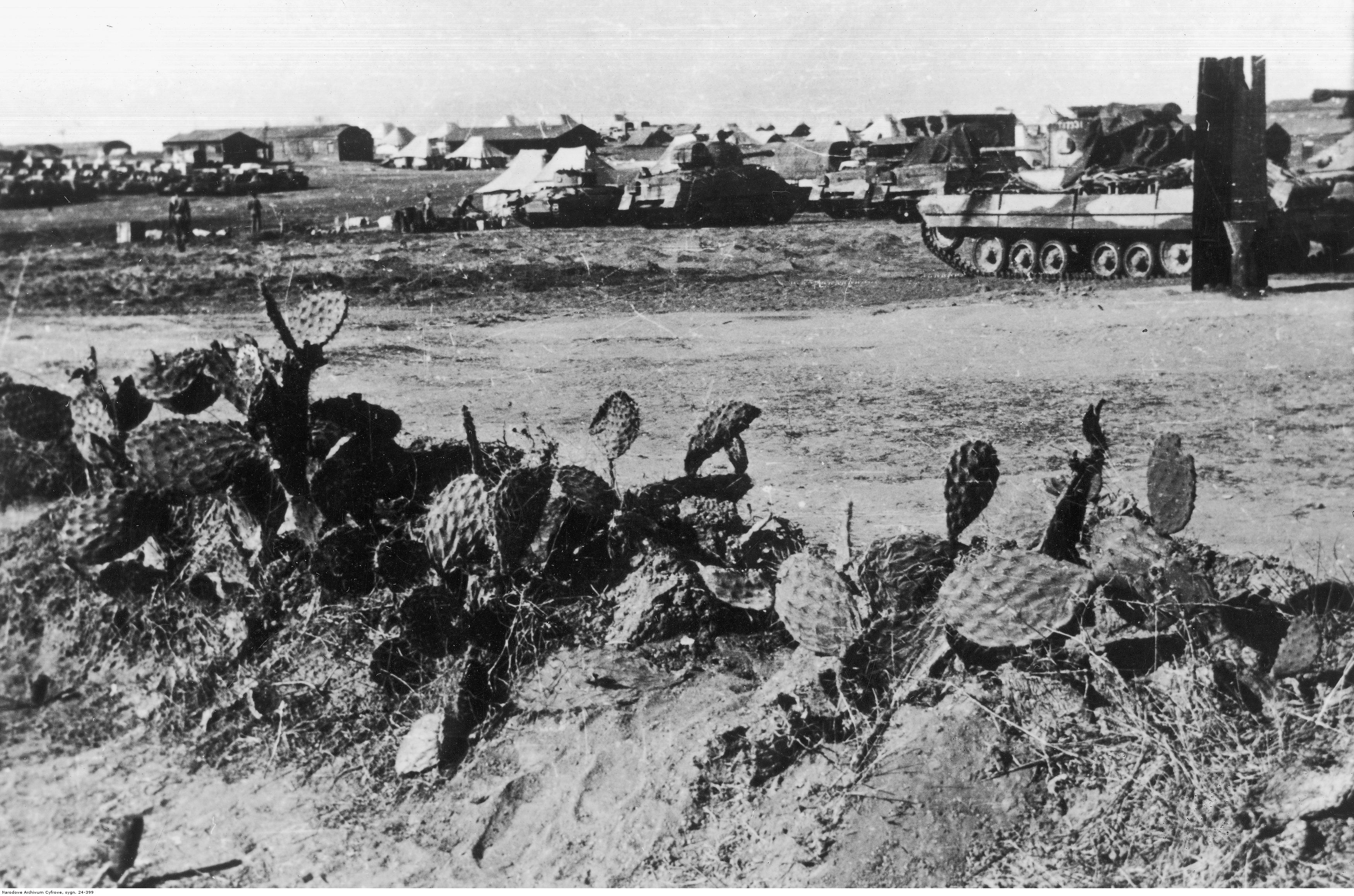
Obóz 6 ppanc w Palestynie – czołgi Mk III Valentine V i VIII oraz M4 Sherman III

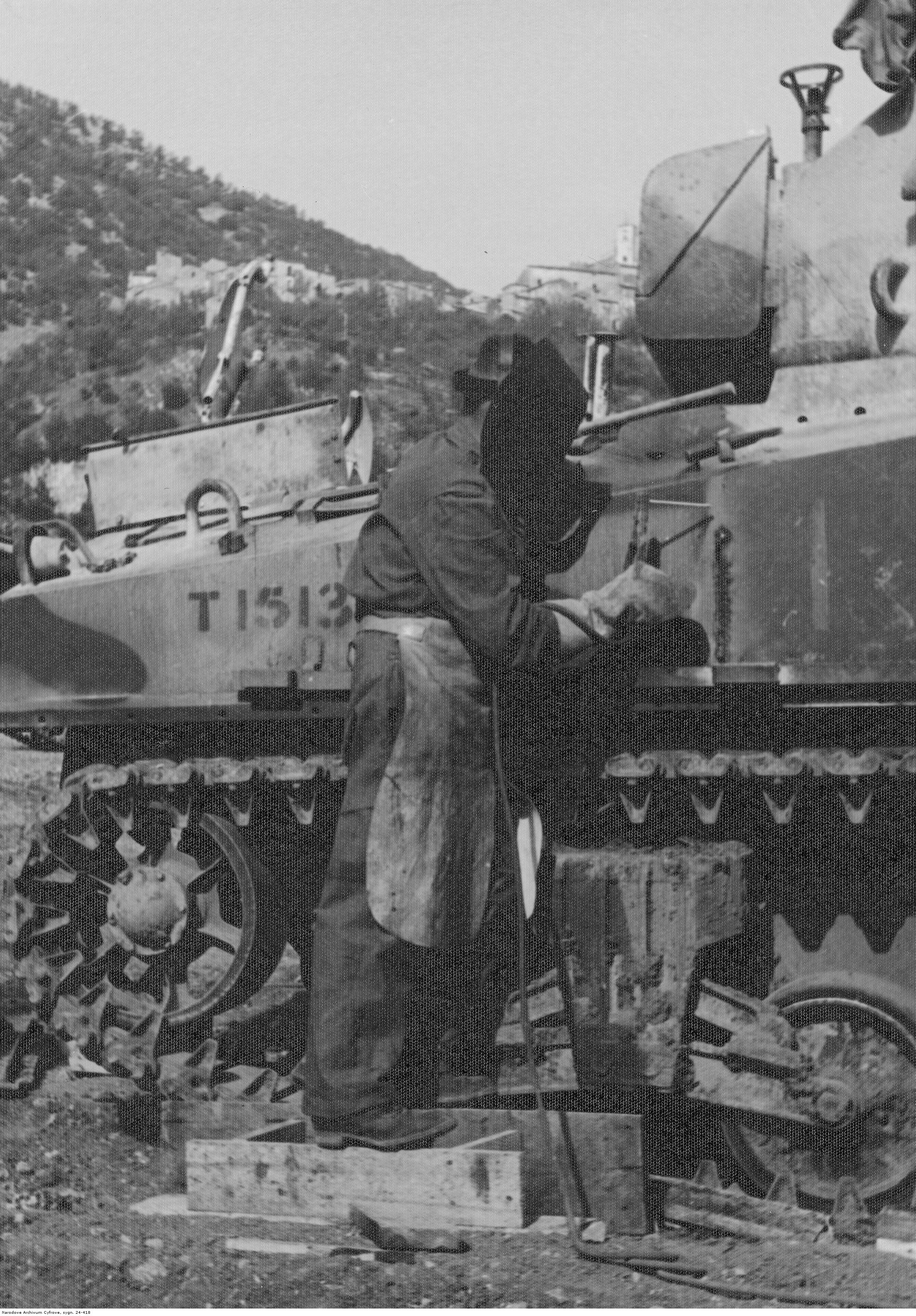
Przygotowanie czołgów M4 Sherman III z 6 ppanc do bitwy o Monte Cassino poprzez dospawanie dodatkowych płyt pancernych

6 Pułk Pancerny „Dzieci Lwowskich” – oddział broni pancernych Polskich Sił Zbrojnych.
Pułk był organiczną jednostką 2 Brygady Pancernej. Walczył w kampanii włoskiej o Piedimonte San Germano, nad Adriatykiem, rzeką Senio i o Bolonię. Poległo 41 oficerów i szeregowych, rannych zostało 176. 2 grudnia 1946 pułk został rozformowany. 11 listopada 1966 roku nadano pułkowi Order Virtuti Militari.

## Formowanie, zmiany organizacyjne i szkolenie
17 października 1941 w Tockoje w ZSRR sformowany został 6 Dywizyjny Batalion Strzelecki „Dzieci Lwowskich”. Na dowódcę batalionu wyznaczono mjr. Eugeniusza Ślepeckiego. W lutym 1942 roku batalion przegrupowano do Szachriziabs w Uzbekistanie. Pomimo braku uzbrojenia i trudnych warunków klimatycznych rozpoczęto szkolenie. 15 kwietnia 1942 roku batalion przemianowany został na 6 Dywizjon Rozpoznawczy „Dzieci Lwowskich”. W ramach drugiej ewakuacji 15 sierpnia dywizjon opuścił Szachriziabs i po czterech dniach zaokrętował się w Krasnowodsku. 20 sierpnia opuścił ZSRR i w nocy z 21 na 22 sierpnia dotarł do portu Pahlevi w Iranie. Po kwarantannie i odpoczynku od 3 do 9 września przewieziono dywizjon do Khanaqin w Iraku. Tu rozpoczęto szkolenie w ograniczonym zakresie. Warunki atmosferyczne (wysokie temperatury) pozwalały na szkolenie jedynie w godzinach rannych i popołudniowych.
8 października Dywizjon Rozpoznawczy „Dzieci Lwowskich” został włączony w skład 2 Brygady Czołgów, jako jej trzeci batalion i przemianowany na 6 Batalion Czołgów „Dzieci Lwowskich”.
W Quizie-Ribat rozpoczęto intensywne szkolenie. Kadra instruktorska pochodziła z 4 Batalionu Czołgów oraz z Ośrodka Organizacyjnego Broni Pancernej. Żołnierze otrzymali broń oraz sprzęt samochodowy do prowadzenia szkolenia kierowców. 13 października grupa oficerów i podoficerów wyjechała na szkolenie do Egiptu. W tym czasie ok. 85% żołnierzy przechodziło malarię. Spowodowało to spowolnienie szkolenia. W dniu 6 lutego 1943 batalion otrzymał autoryzację brytyjską do etatu WE ME/870/1, inną niż pozostałe bataliony brygady. Dopiero wówczas mógł w pełni korzystać z brytyjskich ośrodków szkoleniowych i naliczono mu sprzęt do szkolenia. Do końca marca wyszkolono 238 kierowców samochodów, z których większość ukończyła kurs kierowców czołgów. Posiadał w tym czasie 8 czołgów do szkolenia i 6 transporterów Carrier.  W maju 1943 batalion otrzymał czołgi „Valentine”. 12 czerwca wziął udział w ćwiczeniach obserwowanych przez gen. Władysława Sikorskiego. W czerwcu do batalionu przybyło 20 instruktorów z II promocji szkoły podchorążych. 17 czerwca batalion wystawił kompanię dla batalionu zapasowego. 20 czerwca batalion przegrupował się do Teza Khurmatli pod Kirkukiem. Fluktuacja kadr była wysoka. Żołnierze odchodzili na kursy specjalistyczne i chorowali szczególnie na malarię. 1 lipca 1943 batalion przemianowano na 6 Pułk Pancerny „Dzieci Lwowskich”. 5 września po uprzednim zdaniu w Basrze czołgów Valentine, pułk transportem kołowym przegrupował się do Palestyny i tam przeszedł szkolenie na nowym typie czołgów Sherman. Na wyposażeniu pułku od 28 września znalazły się amerykańskie czołgi typu Sherman. W połowie grudnia 1943 pułk ćwiczył w rejonie Quassassin w Egipcie. Zrealizował tu ćwiczenie taktyczne ze strzelaniem amunicją bojową. W pierwszej połowie stycznia pułk zmienił organizację w/g brytyjskiego etatu WE VI/560/4 o stanie 34 oficerów i 596 szeregowych. Ze szwadronu dowodzenia wyodrębniono pluton rozpoznawczy i łącznikowy, tworząc z nich oddział/szwadron rozpoznawczy. W połowie marca pułk otrzymał 11 czołgów Stuart V Recce.

## Działania bojowe pułku
13 marca 1944 roku pułk przegrupował się do rejonu wyczekiwania Ikingi Mariut pod Aleksandrią. Skąd 29 marca rzut pancerny przeszedł do portu Aleksandria, a rzut pieszy do Port Saidu. 8 kwietnia statki desantowe wzięły kurs na południowe Włochy. 12 kwietnia rzut pieszy przybił do Neapolu, a kołowy do Taranto. Oba człony połączyły się w Villa Volturno. Od 29 kwietnia w rejonie Giorlano obsługiwano sprzęt i przygotowywano go do walki. 

### Bitwa o Monte Cassino i Piedimonte
Jako pierwszy do walki wszedł 3 szwadron. 17 maja 1944 r. w rejonie S. Michele otrzymał zadanie zamknięcia ogniem przeprawy na rzece Rapido. Od 20 do 25 maja brał udział w walkach o Piedimonte jako taktyczna grupa bojowa ppłk W. Bobińskiego, pod nazwą Grupa "Bob". W skład jej oprócz 6 pułku pancernego wchodziły początkowo pozostałości 18 lwowskiego batalionu strzelców, część kompanii ochrony sztabu korpusu, szwadron kombinowany 12 pułku ułanów Podolskich, później za 18 lbs, 5 batalion strzelców karpackich, 6 bateria samobieżna M-10 7 pułku artylerii przeciwpancernej, saperzy, 9 pułk artylerii lekkiej. Droga do Rzymu została otworzona przez zdobycie tego właśnie miasta. Dr. Kościański, w swojej monografii „2 Brygada Pancerna w walkach pod Monte Cassino” napisał, że akcja zdobycia Piedimonte, pod dowództwem ppłk. Władysława Bobińskiego, miała wszystkie cechy improwizacji. 6 pułk pancerny poniósł duże straty w ludziach i czołgach walcząc w terenie bardzo trudnym do akcji, pozbawiony dobrego wsparcia piechoty i artylerii. Straty pułku to, 20 poległych, w tym dwaj dowódcy szwadronów kpt. S. Ezman i kpt. A. Kuczuk-Pilecki, 55 rannych, w tym dowódca pułku ppłk H. Świetlicki oraz zniszczonych: 10 czołgów Sherman, 1 czołg Stuart i 2 samochody opancerzone Scout-Car. W końcu maja i do połowy czerwca pułk przebywał na wypoczynku i reorganizacji oraz uzupełniał załogi i sprzęt bojowy. Rozkazem dziennym Nr 47 2 Brygady Czołgów z 5 czerwca 1944 roku pułk zmienił nazwę na «Pułk 6 Pancerny „Dzieci Lwowskich”». 

### Bitwa o Ankonę
Od 18 czerwca do 6 lipca pułk całością sił bił się o Ankonę. W jej trakcie w okresie od 2 lipca pułk prowadził natarcie w ramach zgrupowania taktycznego ppłk W. Bobińskiego wraz z brytyjskim pancernym 7 pułkiem huzarów w opanowaniu miejscowości Badia i Osimo. Podczas II fazy bitwy o Ankonę pułk 6 pancerny wraz z brytyjskim 7 pułkiem huzarów, 16 lwowskim batalionem strzelców oraz dywizjonem samobieżnym M-10 III/7 pappanc. wszedł w skład taktycznej grupy bojowej ppłk W. Bobińskiego, działającej jako oddział czołowy Zgrupowania 2 BPanc. Pierwszego dnia natarcia 17 lipca czołowymi 2 i 3 szwadronami pułku i 1 i 4 kompaniami 16 lbs opanował wzg. Monte Torto, następnie grzbiet Monte Croce di Vincenzo, a wprowadzony 1 szwadron rozpoczął natarcie w kierunku Polverigi. Przełamanie przez "Dzieci Lwowskie" i strzelców lwowskich obrony nieprzyjacielskiej pozwoliło nazajutrz podjąć pościg przez grupę bojową 15 pułku ułanów Poznańskich wraz z 1 szwadronem pancernym pułku lwowskiego w kierunku Agugliano. Tego też dnia 2 szwadron i 4 kompania 16 lbs osiągnęli rzekę Esimo. 19 lipca 2 i 3 szwadrony czołgów pułku 6 sforsowały rzekę oraz podeszły w rejon miejscowości Chiaravalle i po walkach opanowały miejscowość. Po osiągnięciu brzegu morza przez 2 Brygadę Pancerną pułk lwowski przeszedł na wypoczynek. 

### Od Ancony do rzeki Metauro
Od 17 sierpnia pułk "Dzieci Lwowskich" w ramach macierzystej 2 BPanc. utworzył pułkową grupę taktyczną jako zgrupowanie nr 1, do której dołączone dwie kompanie 17 lwowskiego batalionu strzelców i dywizjon samobieżny 7 pappanc. z zadaniem prowadzenia natarcia w drugim rzucie za 6 Lwowską Brygadą Piechoty i pułkiem 4 "Skorpion". Z uwagi na intensywne opady deszczu natarcie przesunięto na dzień 19 sierpnia, które prowadziły jednostki I linii. 20 sierpnia w godzinach popołudniowych do wsparcia natarcia czołgów pułku 4 na kompleks wzgórz Monte Rosario wydzielono 1 szwadron pancerny i kompanię strzelców 17 lbs wykonujących natarcie ze strony południowej na skrzydło obrony. Do wieczora po walce ogniowej kompleks wzgórz został opanowany i 1 szwadron wraz z "Skorpionami" i piechotą zajął obronę. 1 szwadron zniszczył w walce czołg Panther. 21 sierpnia pułk przemieszczał się w II rzucie natarcia za brytyjskim 7 Pułkiem Huzarów, który walczył o wzgórze 215, a potem pod Monte Maggiore. 23 sierpnia wprowadzono do I rzutu natarcia 5 Wieleńską Brygadę Piechoty. 26 sierpnia 3 szwadron udzielał wsparcia 14 wbs "Żbiki" i 15 wbs "Wilki" w zdobyciu przedmiotów terenowych w okolicy wzg. Monte della Forche, w godzinach przedwieczornych tego dnia przydzielony do 5 WBP 17 lbs w natarciu wraz z 2 szwadronem czołgów usiłował zdobyć właściwe wzgórze, lecz na skutek silnego oporu wroga natarcie u podnóża M. della Forche zatrzymano. Nazajutrz z uwagi na zauważony odwrót nieprzyjaciela 2 szwadron i 17 lbs zajęły atakowane wzgórze i w pościgu wieś Carignano. 28 sierpnia pułk 6 przeszedł do odwodu korpusu. W okresie przerwy operacyjnej od 3 września pułk wydzielił kadry do formowanej 3 Wielkopolskiej Brygady Pancernej oraz przyjął uzupełnienia stanu osobowego, sprzętu, prowadził szkolenie, wypoczywał oraz kierował żołnierzy na urlopy. Początkowo ześrodkował się pod Casa Berano. 6 października przeszedł do Sarnina i kolejno 31 października do Peppl, 15 listopada do Bibieny, w końcu stycznia 1945 do Montefano. 

### Udział w bitwie o Bolonię
Od 12 marca do 3 kwietnia pułk brał udział w walkach nad rzeką Senio, a 4 kwietnia przeszedł do odwodu pomiędzy Forli a Faenza. W okresie bitwy o Bolonię Pułk 6 Pancerny utworzył pułkową grupę bojową w ramach macierzystej 2 BPanc. Zgrupowania "Rak", w skład której wchodziła początkowo poruszająca się na transporterach opancerzonych Carrier wzmocniona kompania 13 wbs "Rysie" i artyleria. 15 kwietnia 3 szwadron "Dzieci Lwowskich" i kompania "Rysiów" uchwyciły przyczółek na kanale Ladello, podjął próbę forsowania rzeki Sillaro w rejonie Casa Perotondo. Dzienne i nocne walki umożliwiły przeprawę 3 szwadronu, a w dniu następnym 1 szwadronu. Prowadzone natarcie w dniu następnym wraz z połową batalionu "Rysiów" pozwoliły osiągnąć rubież kanału di Medicina. 19 kwietnia podczas walk o sforsowanie rzeki Gaiana i walki na przyczółku czołgi pułku 6 z 105 mm haubicami oraz 4 takie same z pułku 4 prowadziły ogień w charakterze artylerii na korzyść szwadronów "Skorpionów" i kompanii 2 batalionu komandosów i 13 wbs. W godzinach popołudniowych celem zluzowania czołgów 4 pułku na przyczółek dyslokowano 2, a wieczorem 3 szwadron pancerny. 21 kwietnia w godzinach porannych 1 szwadron wraz z 18 lbs  prowadząc natarcie uchwyciły przyczółek na rzece Idice prowadząc walkę ogniową zmusił wroga do odwrotu. Na osiągniętych pozycjach Pułk 6 Pancerny pozostał do dnia następnego. Był to ostatni dzień walki pułku.

### Bilans walk
Straty w kampanii włoskiej to: poległych: 6 oficerów, 7 podchorążych, 28 szeregowych, rannych: 176 oficerów i szeregowych. Straty w sprzęcie: 18 czołgów „Sherman”, 2 czołgi „Stuart”, 2 „Scoutcar” i samochód pancerny „White”. Uszkodzone: 45 czołgów „Sherman”, 6 czołgów „Stuart” i 4 samochody pancerne „White”.

## Pułk w okresie pokoju

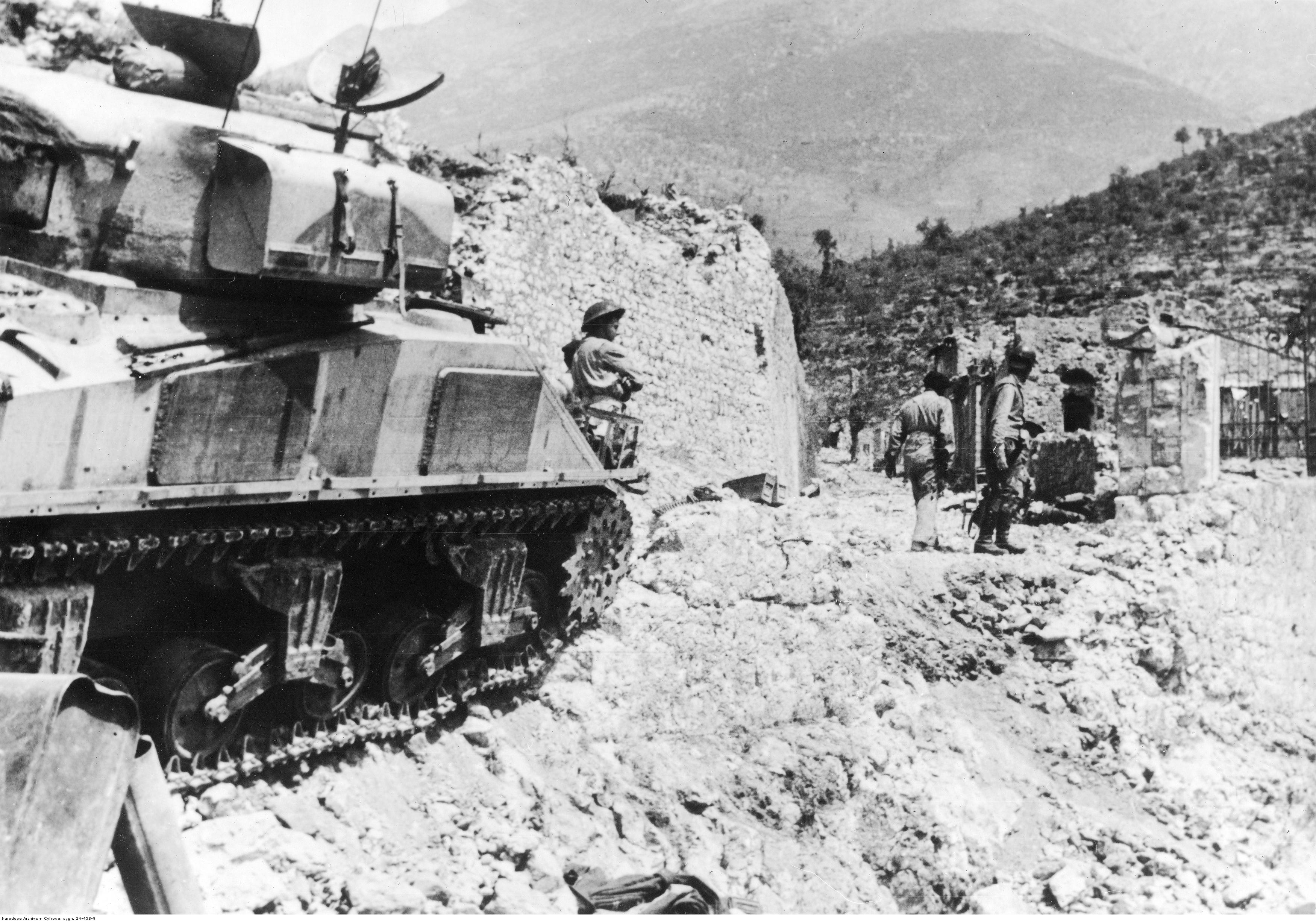
Zdobycie Piedimonte - czołg M4 Sherman III z 6 ppanc wśród ruin

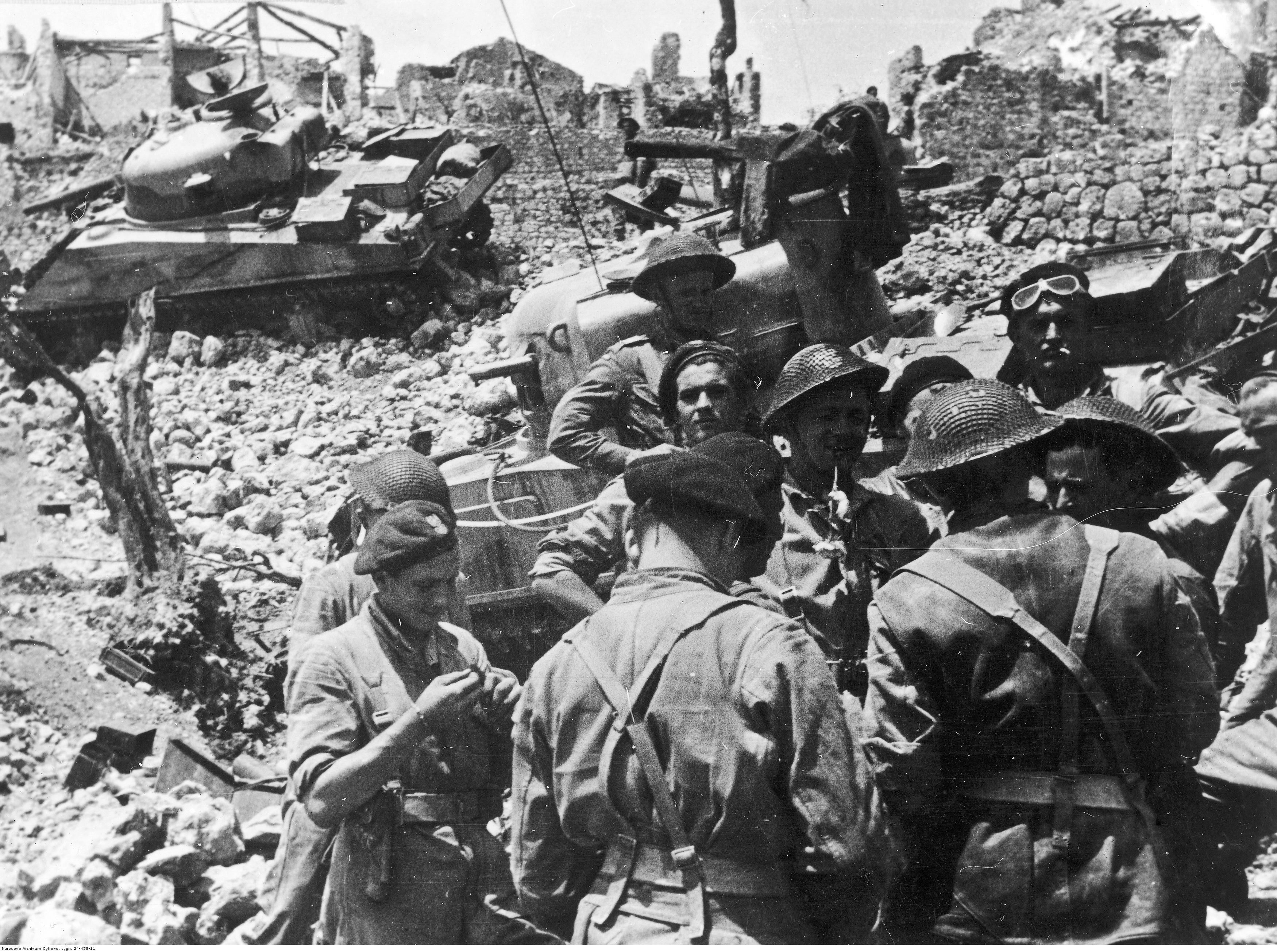
Żołnierze 6 ppanc z czołgami M4 Sherman III wśród ruin Piedimonte

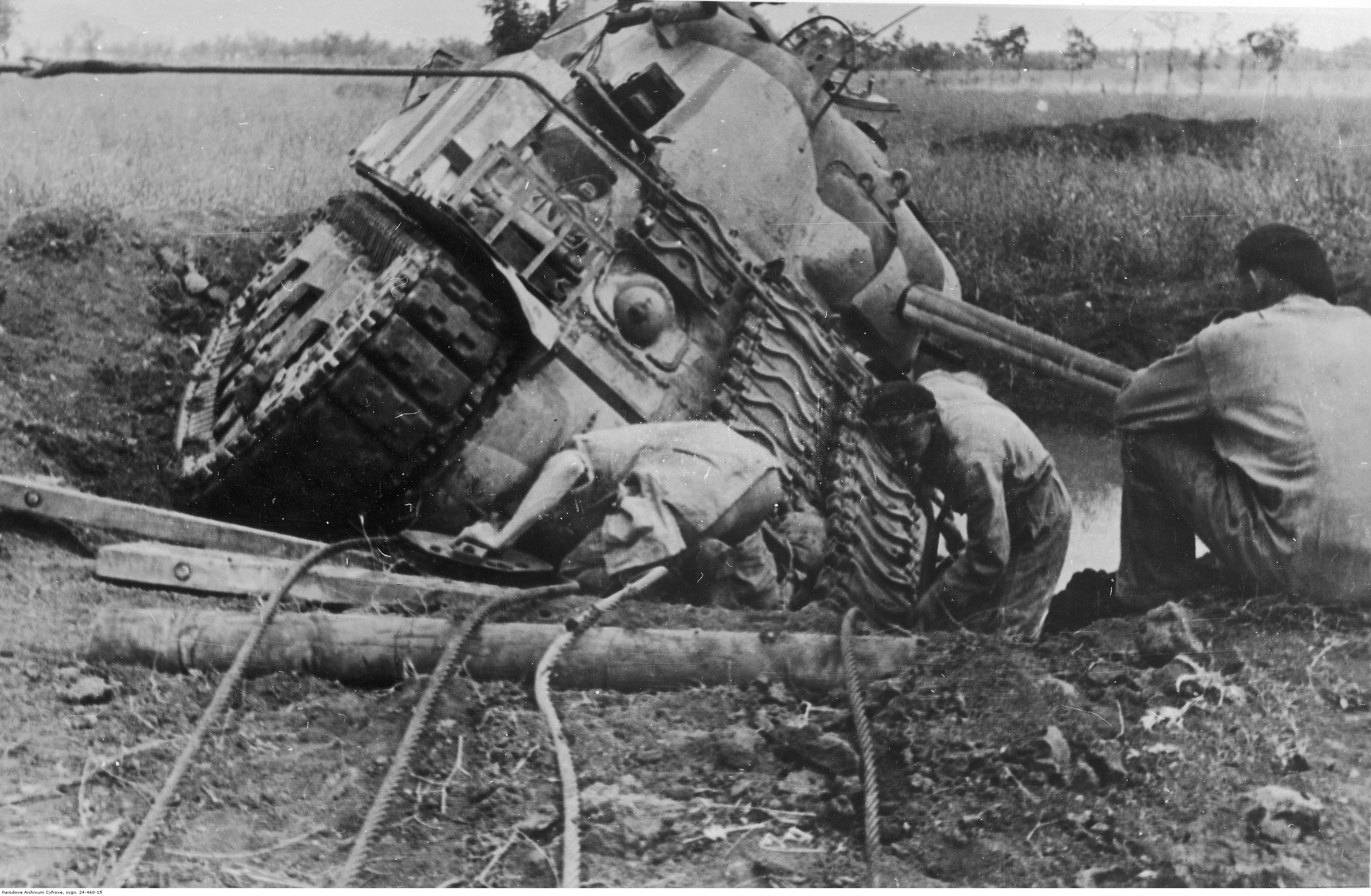
Pole bitwy o Piedimonte - wyciąganie z leja po bombie czołgu M4 Sherman III

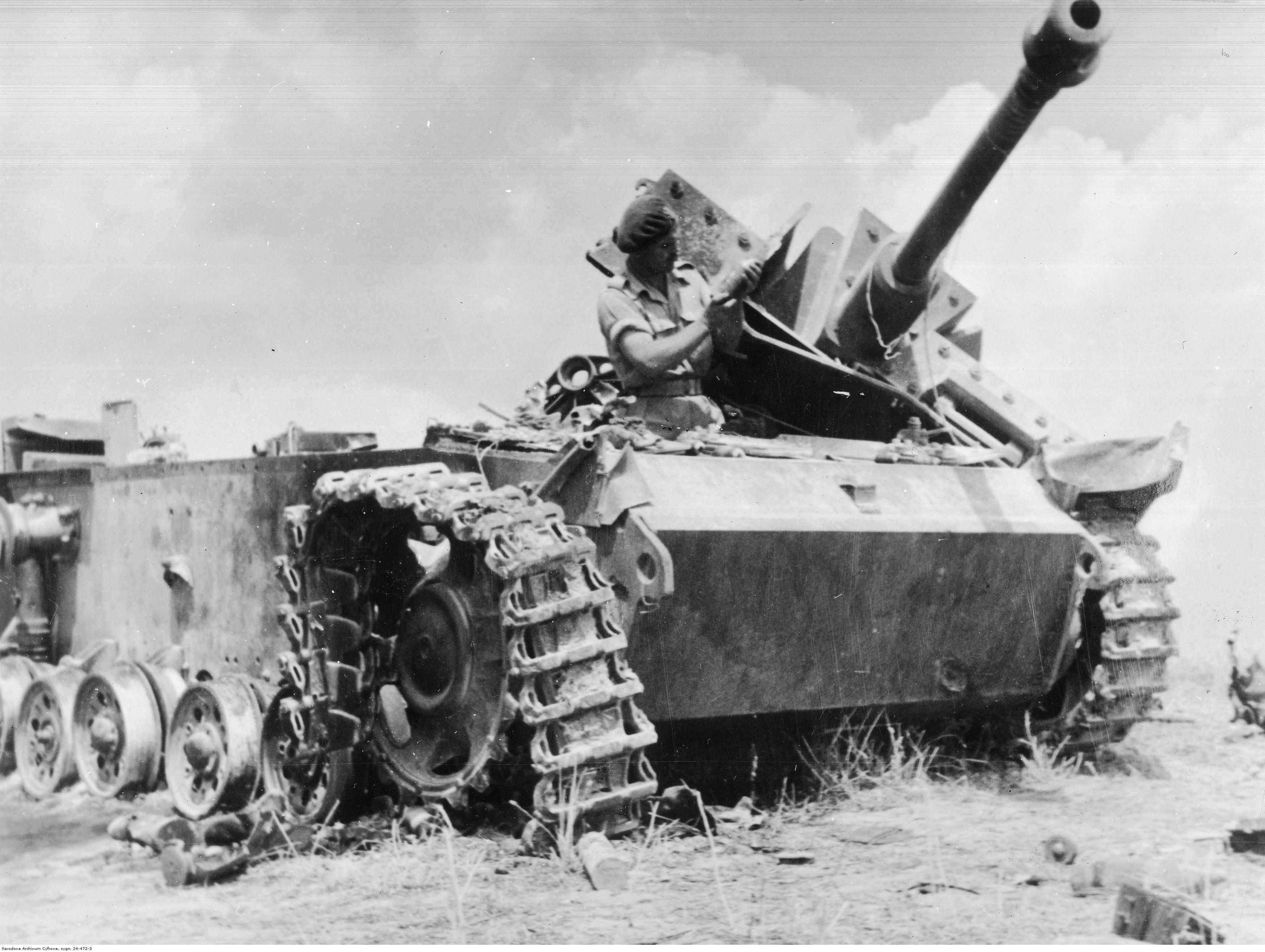
Walki o Montoro - niemieckie działo pancerne Sturmgeschutz III (StuG III) zniszczone przez 6 ppanc

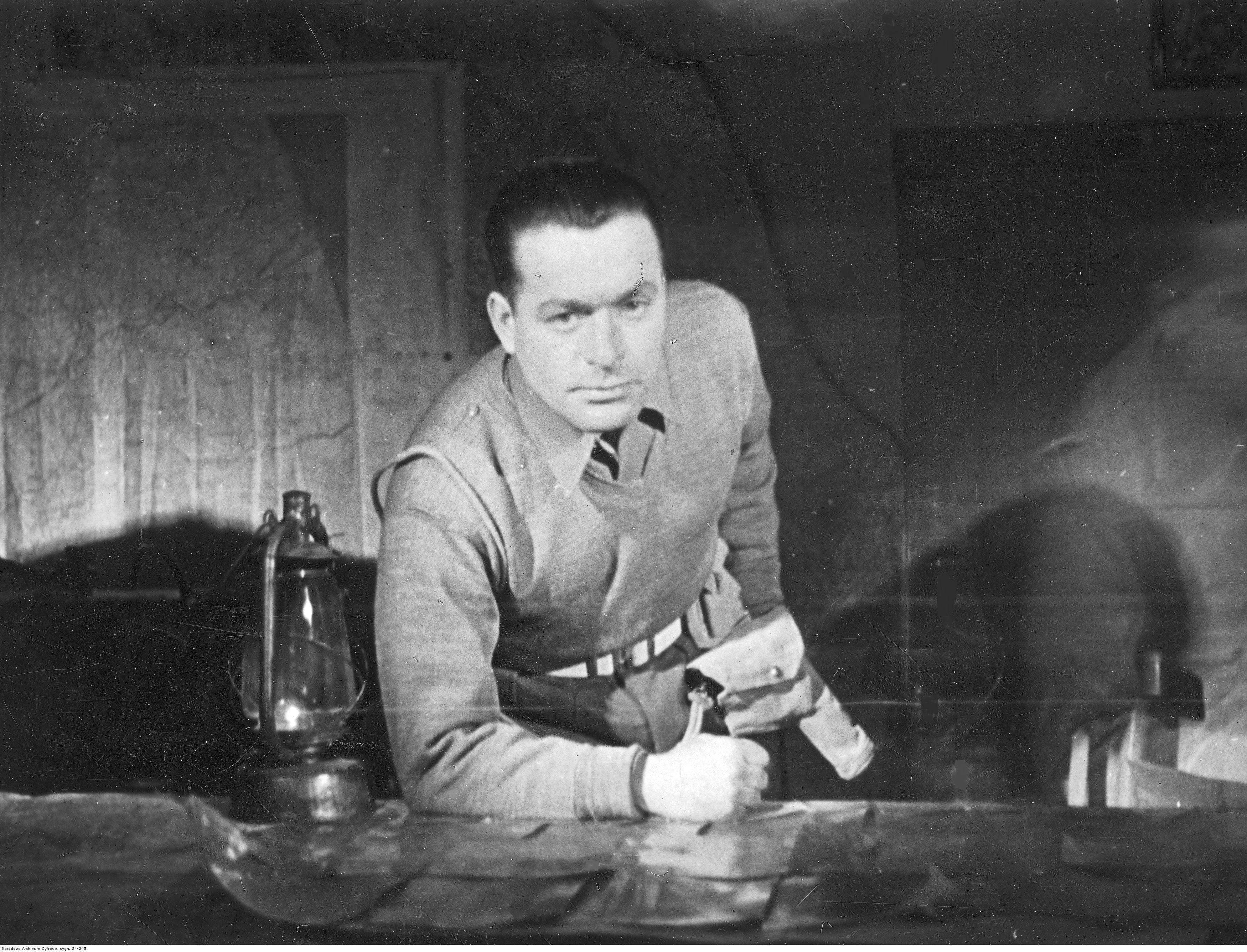
Rtm. Stanisław Stryjewski, kawaler VM

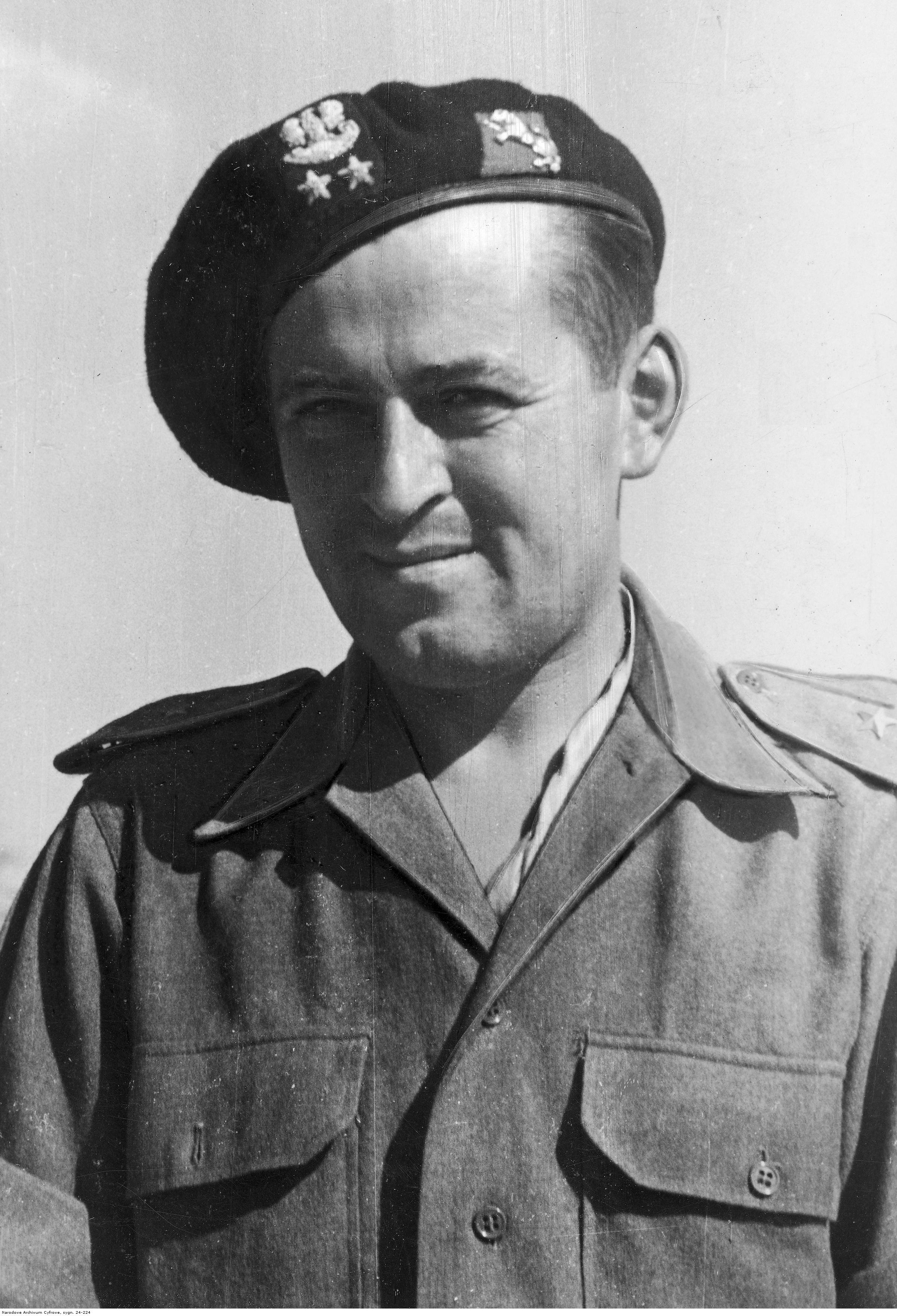
Por. lek. Andrzej Rutana, kawaler VM

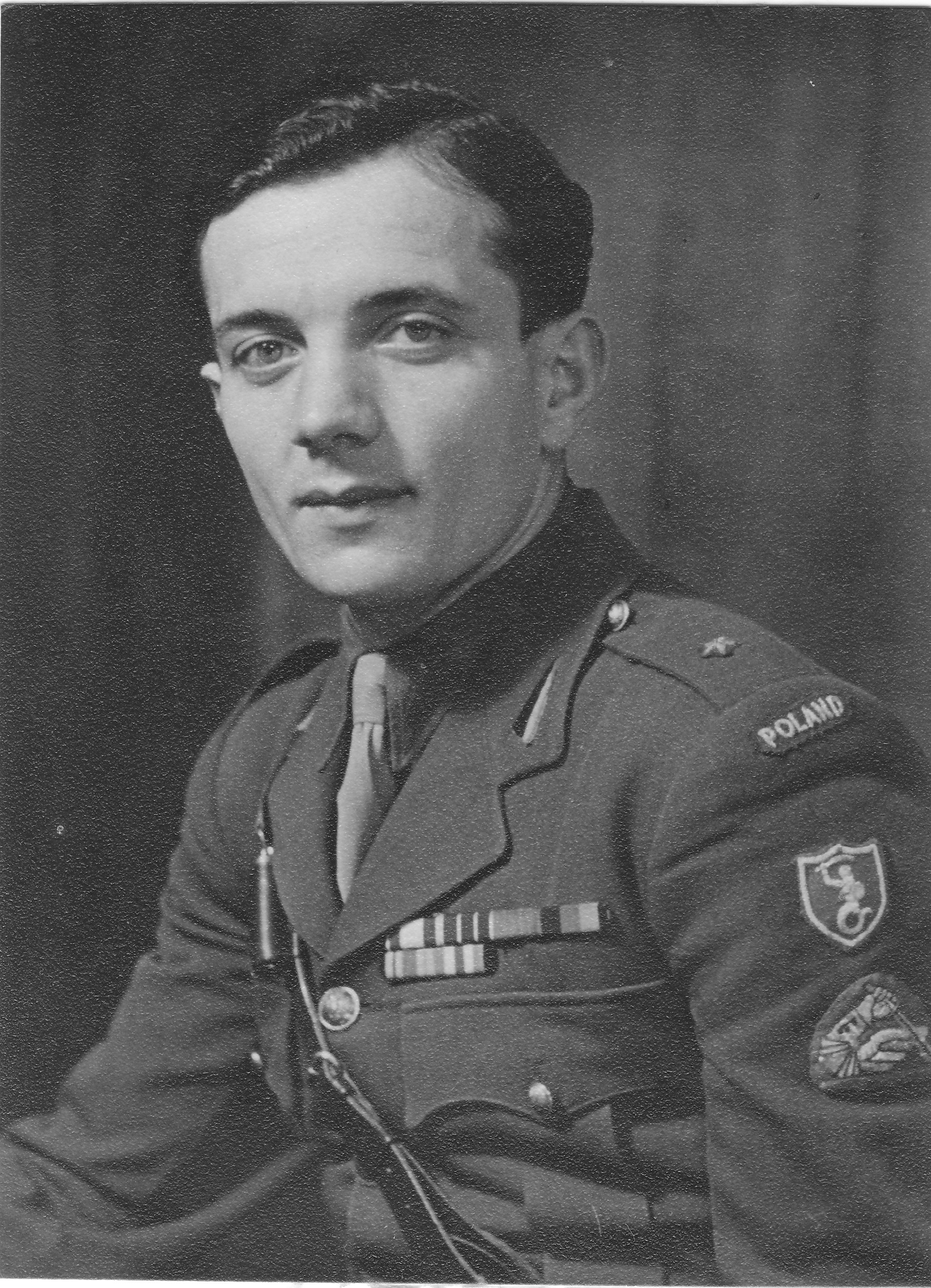
Ppor. Marian Tomaszewski (1922–2020), kawaler Krzyża Walecznych

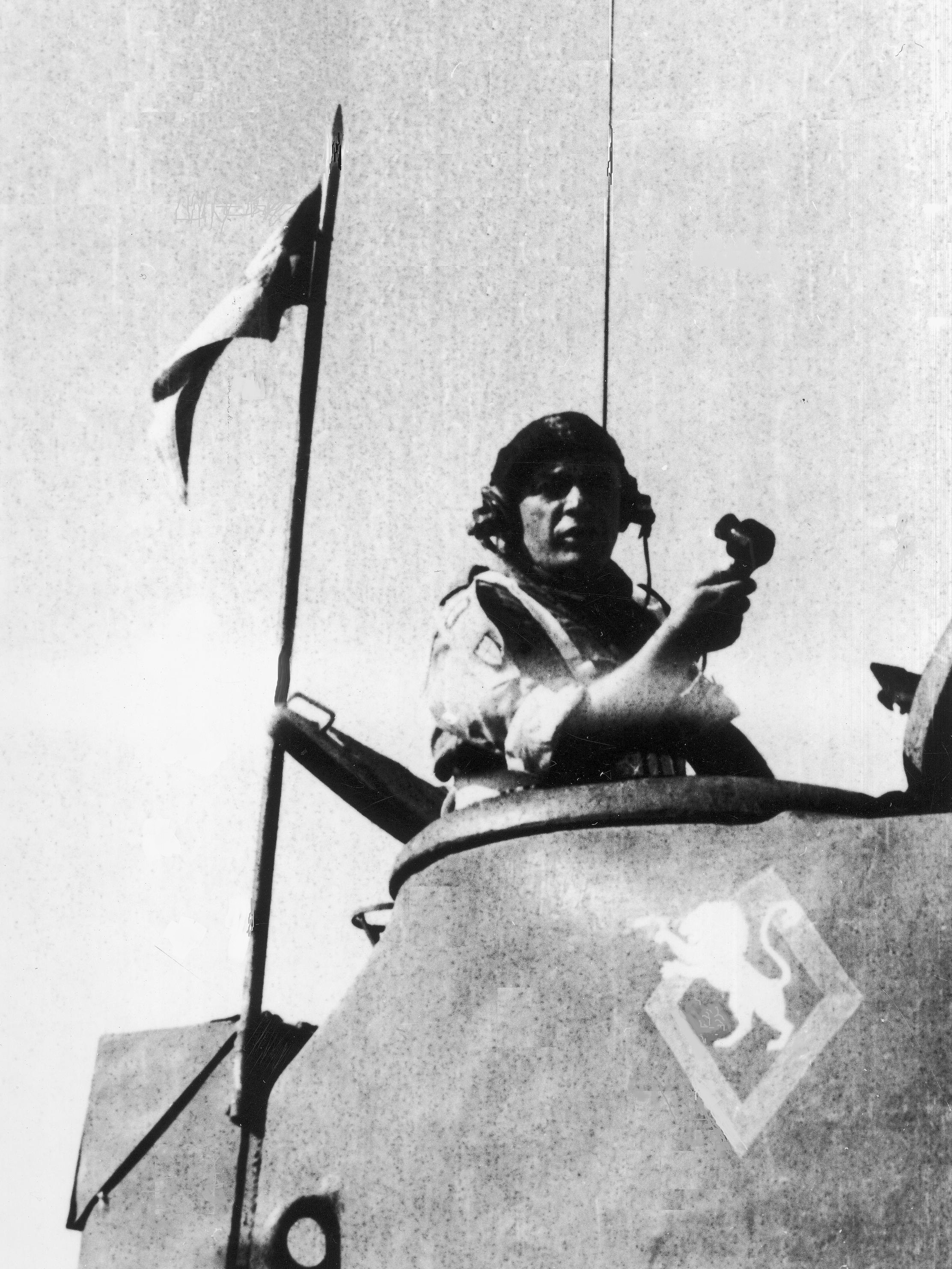
Ppłk Feliks Motyka w czołgu M4 Sherman III pod Loreto

Po zakończeniu działań bojowych pułk wypoczywał, a następnie podjął szkolenie we współdziałaniu głównie z pododdziałami komandosów i piechoty. Stacjonował w Montefano, Montecassiano i Recanti. 15 sierpnia 1945 roku brał udział w defiladzie 2 Warszawskiej Dywizji Pancernej na lotnisku w Loreto. Od grudnia 1945 roku wystawiał rotacyjnie z innymi pułkami wartę przy magazynach wojskowych.  Prowadzenie ćwiczeń wojskowych stopniowo było wstrzymywane. Do Wielkiej Brytanii pułk został wysłany na przełomie czerwca i lipca 1946 roku. Po przyjeździe do Wielkiej Brytanii rozmieszczony został w Duncombe Park, Helmsley, Yorkshire. 2 grudnia 1946 pułk został rozformowany.

## Struktura organizacyjna w 1944 roku
- Dowództwo
- szwadron dowodzenia: plutonu cz. dowództwa (4 czołgi Sherman), pluton rozpoznawczy, pluton łącznikowy oraz 11 czołgów lekkich Stuart i 9 scout - carów, pluton plot., pluton techn.-gosp.
- trzy szwadrony liniowe po 16 czołgów średnich Sherman
  - pięć plutonów czołgów

Stan osobowy
- 34 oficerów
- 596 szeregowych

Sprzęt
- 52 czołgi średnie
- 11 czołgów lekkich

## Lwowscy pancerniacy
Dowódcy batalionu i pułku
- mjr Eugeniusz Ślepecki (17 X 1941 - 8 X 1942)
- ppłk Henryk Świetlicki (8 X 1942 - 21 V 1944 ciężko ranny, stracił stopę)
- mjr Józef Zasadni (22 - 23 V 1944)
- mjr / ppłk Feliks Motyka (24 V 1944 -  2 XII 1946)

Zastępcy dowódcy
- mjr Józef Zasadni (do 22 V 1944)
- p.o. rtm. Andrzej Gromadzki[13]
- rtm. / mjr Stanisław Stryjewski (od 1 VII 1944[14])

Adiutant pułku
- rtm. Andrzej Gromadzki[15]
- p.o. por. Stanisław Czułowski[13]
- p.o. por. Józef Kondyjowski (do 1 VII 1944[16])
- rtm. Andrzej Gromadzki[14]
- kpt. Tadeusz Cybruch (od VIII 1944[17])
- rtm. Jan Janczukowicz[17]

Kwatermistrzowie
- por. Jerzy Dudziński[15]
- por. Kazimierz Przeździecki

Dowódcy szwadronu dowodzenia
- kpt. Feliks Motyka[18]
- kpt. Mikołaj Dyl[15]
- kpt. Jan Michułka[16]
- kpt. Mikołaj Dyl

Dowódcy plutonu / oddziału / szwadronu rozpoznawczego
- por. Franciszek Faszczewski[19]

Dowódcy 1 szwadronu
- kpt. Walerian Łań (do VI 1943)[18]
- por./kpt. Adolf Jadwisiak[15](do 24 III 1945[17])
- p.o. por./kpt. Tadeusz Sym  (17 VII-VIII 1944[20])
- kpt. Tadeusz Cybruch (od 31 III 1945)[17]

Dowódcy 2 szwadronu
- kpt. Stanisław Ezman[15]
- por. / kpt. Stanisław Masztak[13]

Dowódcy 3 szwadronu
- kpt. Alfred Kuczuk-Pilecki[15]
- por. / kpt. Tadeusz Cybruch[13]
- rtm. Andrzej Gromadzki

Inni
- mjr Józef Trenkwald
- ks. kpl. Henryk Czorny
- kpr. Mieczysław Wojtowicz
- kpr. Tadeusz Franciszek Kulikowski
- st. panc. Władysław Stefanik

### Kawalerowie Virtuti Militari
Żołnierze Pułku 6. Pancernego „Dzieci Lwowskich” odznaczeni Orderem Wojennym Virtuti Militari:
Krzyżem Złotym
1. ppłk Henryk Kazimierz Świetlicki
2. ppłk Feliks Motyka

Krzyżem Srebrnym
1. panc. Roman Czajkowski
2. por. Tadeusz Cybruch
3. plut. pchor. Bohdan Doliński
4. panc. Władysław Ducki
5. por. Franciszek Faszczewski
6. rtm. Andrzej Gromadzki
7. ś.p. por. Zbigniew Hoff
8. por. Adolf Jadwisiak
9. por. Józef Jurowiecki
10. kpr. pchor. Mieczysław Kamiński
11. panc. Jan Kasprowicz
12. por. Tadeusz Kmiecik
13. sierż. pchor. Walenty Kokowski
14. ppor. Mieczysław Kromp
15. ś.p. kpt. Alfred Kuczuk-Pilecki
16. kpr. pchor. Jerzy Lesiak
17. por. Stanisław Masztak
18. mjr Feliks Motyka
19. panc. Józef Młynarycz
20. ppor. Antoni Nóżka
21. panc. Nikodem Obrycki
22. plut. pchor. Marian Perski
23. plut. pchor. Michał Pirożek
24. kpr. pchor. Alfons Podewski
25. ppor. Leonard Raszkowski
26. ppor. lek. Andrzej Rutana
27. kpr. pchor. Kazimierz Skalski
28. ś.p. panc. Antoni Sowa
29. ppor. Józef Strukowski
30. rtm. Stanisław Stryjewski
31. kpr. pchor. Kazimierz Ślaski
32. kpr. pchor. Stanisław Świtalski
33. ppor. Jan Towarnicki
34. ppor. Bohdan Tymieniecki
35. ś.p. plut. pchor. Zenobiusz Wankiewicz
36. kpr. pchor. Jan Wasiak
37. ppor. Jan Zdzisław Zaremba
38. ppor. Michał Zaremba

Ponadto 319 żołnierzy zostało odznaczonych Krzyżem Walecznych, a 77 Krzyżem Zasługi z Mieczami.

## Symbole pułkowe
Sztandar
Sztandar został zatwierdzony rozkazem Nr 75/46 2 Korpusu. Fundatorem sztandaru był Centralny Związek Polaków we Francji. Wręczenie sztandaru odbyło się 25 maja 1946 roku w drugą rocznicę bitwy pod Piedimonte. 17 września 1967 roku dekorowany orderem Virtuti Militari V klasy.
Lewa strona sztandaru zawiera:
- w prawym górnym rogu płatu - orzeł stylizowany
- w lewym górnym rogu - ramię pancerne
- w prawym dolnym rogu - syrena (godło 2 Korpusu)
- w lewym dolnym rogu - lew z herbu Lwowa
- na górnym ramieniu krzyża kawalerskiego napis: „Piedimonte. S. Germano”
- na prawym ramieniu: „Ancona”
- na lewym ramieniu: „Bologna”
- na dolnym ramieniu: „Linia Gotów"

Sztandar znajduje się w Instytucie Polskim i Muzeum im. gen. Sikorskiego.
Odznaka pamiątkowa
Posiadał odznakę pamiątkową nadaną 27 września 1948. Odznakę stanowi krzyż stalowy w postaci gąsienicy czołgu „Sherman.” Wymiary 40X40 mm. W środku w kwadracie na niebieskim polu złoty lew z herbu Lwowa. Wymiary 40x40 mm; projekt F. Hałuszczak; wykonanie J.R. Gaunt and Son - Birmingham.
Proporczyk
Proporczyki trójkątne, czarno-pomarańczowe z niebieskim paskiem przez środek; na berecie złoty lew z herbu Lwowa, z żółtego metalu (u oficerów haftowany złotą nitką), na niebieskim sukiennym rombie.
Pasek na rękawie niebieski
Oznakowanie czołgów
W pułku, z lewej i prawej strony wieży, malowano niebieskie figury geometryczne:
- szwadron dowodzenia – romb;
- 1 szwadron – trójkąt;
- 2 szwadron – kwadrat;
- 3 szwadron – koło/okrąg.

Część wozów pułku, w polu znaku rozpoznawczego, miała namalowanego lwa wspiętego z herbu Lwowa.
Święto pułku
Pułk obchodził swoje święto 25 maja w rocznicą bitwy o Piedimonte.
Marsz pułkowy
Słowa napisał M. Baranowski w 1942 na Bliskim Wschodzie. W 1945 roku we Włoszech L. Pańko skomponował melodię. Od tego momentu pieśń stała się marszem Pułku 6 Pancernego.

Przez śnieżne pola północy
Przez Tock i przez Szachriziabs
Idziem naprzeciw przemocy
Wróg żaden nie wstrzyma nas!...
Żołnierz polski - to twarda stal
Której nie skruszy los!
Pójdziem na wroga śmiało
Śmiertelny zadać cios!!
Refren:
Prowadź, Wodzu, w bój,
Do wolności bram ...
Bliska chwila zwycięstwa
Bóg pomoże nam!
Śladem orlich dróg,
Sztandar wzniesiem swój
Znak i godło żołnierza
Wyryje walki znój !!!
Przeszliśmy Azję i tundry
Przeszliśmy Uzbekistan
Persję i Irak piaszczysty
Żołnierski pokrywa łan
Czołgi nasze potęgą lśnią
Siła patrzy z naszych luf
Odwet i zemstę krwawą
Pancerny niesie huf !!!
Refren: Prowadź, Wodzu...
Wyrzucim wroga z Pomorza
Zabłyśnie wolności kwiat!
Polska od morza do morza
Spojrzy radośnie na świat!
Lwów powita znów synów swych
Ze wszystkich świata stron....
Wrócą Lwowskie Orlęta
Zabrzmi radości dzwon
Refren: Prowadź, Wodzu...